# Armando Boix
Armando Boix (Sabadell, 1966) es un dibujante, diseñador gráfico y escritor español, especialista en cuentos y en novelas. Se dedica a la literatura juvenil y a la literatura fantástica y a la ciencia ficción. Dirigió la revista dedicada el cine fantástico Stalker (cuyo nombre es un homenaje a la película de Andrei Tarkovski) y ha escrito artículos y ensayos sobre literatura.

## Biografía
Se dio a conocer con su primera novela, El jardín de los autómatas, con el que ganó el Premio Gran Angular en 1997. Esta obra fue traducida al francés por la editorial Flammarion con el título de Jardin des automates. Posteriormente publicó dos novelas juveniles más, El sello de Salomón (1998) y Aprendiz de marinero (2000).
En colaboración con José Miguel Pallarés y Faustino Lobo escribió la novela breve El salario de la bailarina (editorial Bucanero, n.º 11, 1999). 